# Friedrich Roselius
Friedrich Roselius (Brema, 16 dicembre 1876 – Berlino, 11 giugno 1941) è stato un imprenditore tedesco.

## Biografia
Friedrich Roselius era il figlio del commerciante di Brema e importatore di caffè Dietrich Friedrich Rennig Roselius (1843–1902). Suo fratello era l'imprenditore e fondatore della Kaffee HAG Ludwig Roselius (1874–1943), mentre suo figlio era lo scienziato della comunicazione e scrittore Ernst Roselius (1904–1941).
Friedrich si diplomò in una scuola secondaria, dopodiché conseguì un apprendistato ad Hannover presso l'azienda di caffè Grote. In seguito lavorò per l'azienda paterna Roselius & Co, gestendone la filiale londinese. Quando nel 1902 il padre morì improvvisamente, i fratelli Friedrich e Ludwig assunsero la direzione dell'azienda. Ludwig lasciò l'azienda paterna nel 1906 dopo aver fondato Kaffee HAG, mentre la prima venne mandata avanti da Friedrich. In seguito questi fece parte dei consigli di sorveglianza di diverse società. Dal 1932 al 1941 fu presidente del consiglio di sorveglianza della Focke-Wulf-Flugzeugbau AG. Nel frattempo, nel 1937, aderì al NSDAP. Fu cofondatore e presidente del Rotary Club di Brema dal 1931 al 1934.